# Zavalje
Zavalje horvát falu Bosznia-Hercegovinában, Bihács községben, a Bosznia-hercegovinai Föderáció Una-Szanai kantonjában. 

## Fekvése
Bihácstól légvonalban 4, közúton 7 km-re délnyugatra, a Zavaljska draga nevű vízfolyás mentén fekszik. Korábban Horvátországhoz tartozott, de a második világháború utáni határváltozások után Bosznia-Hercegovina területére esett.

## Népessége
| Nemzetiségi csoport | Népesség 1991 | Népesség 2013 |
| ------------------- | ------------- | ------------- |
| Szerb               | 7             | 1             |
| Bosnyák             | 0             | 8             |
| Horvát              | 183           | 58            |
| Jugoszláv           | 6             | 0             |
| Egyéb               | 2             | 5             |
| Összesen            | 198           | 72            |

## Története
A zavaljei plébánia területe az ún „Novoselija” Lika legnagyobb részével ellentétben nem 1689-ben szabadult fel fel, hanem 1791-ig török fennhatóság alatt maradt. A falu területe az 1791-es szisztovói békével került a Habsburg Birodalomhoz, amikor Törökország kiürítette az akkori osztrák határmente sekély zónáját. Ez a zóna Cetinjétől Srb területéig terjedt, szélessége 15-20 kilométer volt. A zóna muzulmán lakossága a mai Bihács környékére költözött, a kis számú nem muszlim lakosság egy részével együtt. Helyükre likai telepesek érkeztek, akik katolikus és ortodox vallásúak is voltak. A horvátok között voltak ősi bunyevacok Krmpotból és Ličből, Kranjacik a Gorski Kotar kaj nyelvjárású részeiről, valamint régi likaiak. A horvátok egyik nagyon sajátos csoportja a „megkeresztelt törökök”, akik Lika azon iszlám lakosságának leszármazottai voltak, akik az 1689-es felszabadulás után nem hagyták el a lakóhelyüket, hanem elfogadták a katolikus hitet. Lika középső részének lakói a Plješevica-hegy alatti erődítmény mellett telepedtek le. A falu hamarosan kifejlődött és a korenicai plébánia faluja lett, majd 1796-ban önálló plébánia lett. Először egy fatemplom épült, amelyet a törökök az egyik rajtaütés során 1809-ben felégettek, majd 1816-ban egy új téglatemplomot szenteltek fel Assisi Szent Ferenc tiszteletére. 1817-ben Zavaljében a törökök megpróbáltak kirabolni egy áruraktárt, de a krajnai katonák visszaverték őket. 1818-ban plébániaházat építettek. 1833-ban a török elleni védekezés érdekében a település köré kőfalat építettek lőrésekkel és ágyúkkal. A falu 1836-ban elemi iskolát, 1874-ben távírót kapott. 1857-ben a falunak 457 lakosa volt, mind katolikus horvátok. 1884-ben vízellátó rendszert építettek ki két ma is meglévő kúttal. 1878-ban a katonai határőrvidék megszüntetésével Lika-Korbava vármegye Korenicai járásának része lett.
Az 1910-es népszámlálás szerint Zavaljét a 772 lakosú Zavaljére és a 351 lakosú Međudražjére osztották fel, összesen 1133 lakos élt Zavaljében, ebből 1074 horvát és 59 szerb. 1918-ban az új Szerb-Horvát Szlovén Királyság része lett. Az 1921-es népszámlálás szerint Zavalje község (Veliki és Mali Skočaj, Međudražje, Zavalje, Veliki és Mali Baljevac falvakkal) a Korenicai járáshoz tartozott, és 3024 lakosa volt, ebből 2565 horvát és 459 szerb. 1925-ben az új közigazgatási felosztásban a Száva banovina Korenicai járásához tartozott.
A második világháborúban sok lakos veszett oda. 1947-ben a szomszédos horvát falvakkal együtt Bosznia-Hercegovinához csatolták. Az 1950-es években tovább folytatódott az elvándorlás, a hatvanas években pedig a zeljavei katonai repülőtér építése miatt Malit és Veliki Baljevacot lakoltatták ki. A zavaljeiek, bár 1947 óta Bosznia-Hercegovinához tartoznak ma is likainak tartják magukat. Az Assisi Szent Ferenc plébánia a 80 családdal ma is a horvát Gospić-Zenggi egyházmegyéhez tartozik, amelyhez Zavalje mellett a környező Veliki és Mali Skočaj, Međudražje, Veliki és Mali Baljevac, valamint Vučjak települések is hozzá tartoznak.
1994 novemberében a zavaljei plébánia összes faluját felgyújtották. A plébánia népét elüldözték, a plébániatemplomot megrongálták. 1995 augusztusában, amikor a horvát hadsereg felmentette az ostromlott Bihácsot, a zavaljai plébánia területe is felszabadult a megszállás alól. A délszláv háború után bosnyák lakosság jött és nyaralókat épített itt. Az összes ház körülbelül egyharmada elhagyatott volt. 1836-tól itt működött Bihács környékén az első iskola, mivel Zavalje akkor Ausztria-Magyarországhoz tartozott. Ma nincs iskola, a gyerekek Bihácsba járnak iskolába, az egykori bolt és posta is zárva van, csak a templom van még meg.

## Kultúra
A zágrábi „Plješevica Lika” csoport 1998-ban alakult, a zavalje plébánia egykori lakosaiból. A csoport Kelet-Lika azon lakosait tömöríti, akik körülbelül hatvan éve költöztek Zágrábba, ahol azzal a céllal gyűltek össze, hogy megőrizzék szülőhelyük folklór örökségét. Az elmúlt évek során Horvátországban és külföldön számos folklórbemutatón szerepeltek. Minden nehézség ellenére sikerült rekonstruálniuk a népviseletet, és 4 CD-re rögzíteni azokat a likai dalokat, amelyeket ifjúkorukban énekeltek. Külön örülnek annak, hogy 18 éve rendszeresen fellépnek az otočaci Lika Folklór Fesztiválon, ahol a többi likai népi együttessel egyenrangúan lépnek fel. A csoportot alapítása óta Martin Hećimović vezeti.

## Nevezetességei
Assisi Szent Ferenc tiszteletére szentelt római katolikus plébániatemploma 1816-ban épült.

## Fordítás
- Ez a szócikk részben vagy egészben  a   Zavalje című horvát Wikipédia-szócikk ezen változatának fordításán alapul.  Az eredeti cikk szerkesztőit annak laptörténete sorolja fel. Ez a jelzés csupán a megfogalmazás eredetét és a szerzői jogokat jelzi, nem szolgál a cikkben szereplő információk forrásmegjelöléseként.